# Jay-Jay Okocha
Augustine Azuka Okocha(n. 14 august 1973, Enugu, Statul Enugu, Nigeria), mai bine cunoscut ca „Jay-Jay” Okocha, este un fost fotbalist nigerian. Este cunoscut pentru driblingurile, tehnica și abilitățile sale pe teren.

## Carieră

### Începutul carierei
Okocha a jucat pentru prima oară fotbal pe stradă. Într-un interviu pentru BBC Sport el a spus: „as far as I can remember, we used to play with anything, with any round thing we could find, and whenever we managed to get hold of a ball, that was a bonus! I mean it was amazing!” (din câte pot să îmi amintesc, jucam cu orice lucru care era rotund și oricând aveam o minge era ca un bonus! Vorbesc serios, era nemaipomenit!).